# Ouragan de Celland
Ouragan de Celland, född 9 november 2002, är en fransk varmblodig travhäst som tränades och kördes av Thierry Duvaldestin.
Han började tävla 2005 och sprang under sin karriär in 274 050 euro på 39 starter, varav 8 segrar och 6 andraplatser. Karriärens största seger togs i Prix de Mirande (2007).
Han kom även på andraplats i Prix Ovide Moulinet (2007), Prix Louis Jariel (2007) och Prix du Louvre (2007).
Han är pappa till Cleangame född 2012 som sprang under sin karriär in 1,8 miljoner euro.

## Statistik
| Statistik för Ouragan de Celland (Ref.) | Statistik för Ouragan de Celland (Ref.) | Statistik för Ouragan de Celland (Ref.) | Statistik för Ouragan de Celland (Ref.) | Statistik för Ouragan de Celland (Ref.) | Statistik för Ouragan de Celland (Ref.) |
| --------------------------------------- | --------------------------------------- | --------------------------------------- | --------------------------------------- | --------------------------------------- | --------------------------------------- |
| Starter                                 | Placeringar                             | Startprissumma                          | Segerprocent                            | Platsprocent                            | Rekord                                  |
| 39                                      | 8-6-0                                   | 274 050 euro                            | 21 %                                    | 36 %                                    | 1.12,2ak,                               |

### Större segrar
| År   | Lopp            | Kusk                | Vinstbelopp | Grupp   |
| ---- | --------------- | ------------------- | ----------- | ------- |
| 2007 | Prix de Mirande | Thierry Duvaldestin | 36 000 EUR  | Grupp 3 |